# Flexi-disc

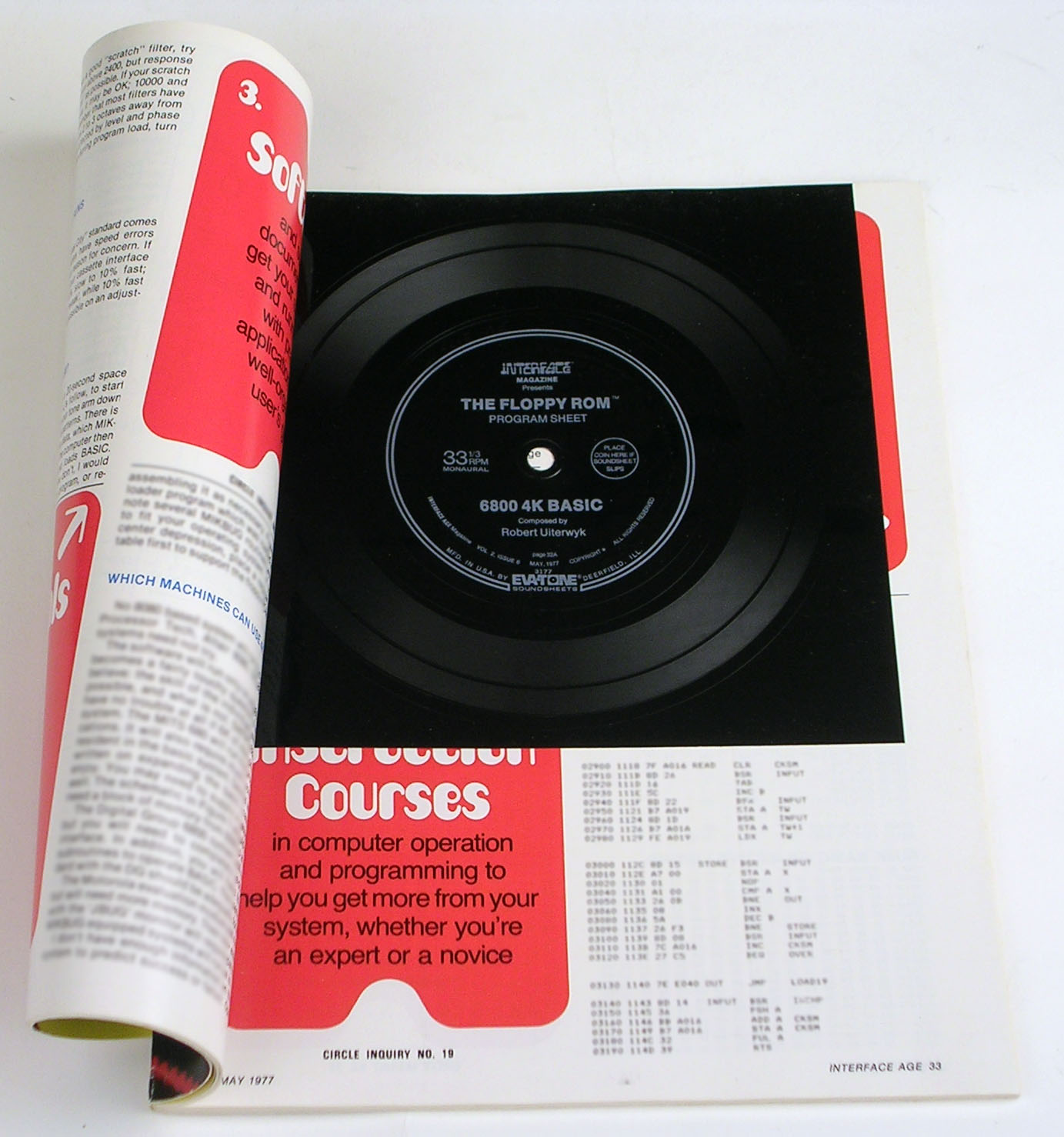
Flexi disc all'interno di una rivista Interface Age (maggio 1977)

Il flexi-disc, conosciuto anche come phonosheet o sonosheet, è un supporto in vinile, diffusosi a partire dalla metà degli anni cinquanta.

## Caratteristiche
A differenza del disco in vinile tradizionale, il flexi-disc era molto più sottile e caratterizzato da una estrema flessibilità. Per questa proprietà il supporto, pieghevole ed arrotolabile, veniva spesso allegato come omaggio all'interno di riviste. Tuttavia il materiale utilizzato, proprio per la sua morbidezza, subiva l'usura dalla puntina del giradischi molto più rapidamente rispetto al vinile tradizionale e la minore rigidità dei solchi, assieme alla loro minore profondità causata dal processo di fabbricazione, comportava una resa del suono di qualità nettamente inferiore.
Un altro problema dei flexi-disc era dato dalla loro leggerezza che frequentemente causava interruzioni dell'ascolto quando la puntina si incastrava in qualche punto più usurato del solco trascinando il flexi-disc, facendolo scivolare sul piatto del giradischi senza più seguirne la rotazione, problema accentuato dal fatto che frequentemente il retro dei flexi-disk era interamente liscio. Per questo motivo spesso si appoggiavano monetine o altri piccoli oggetti sul flexi-disk, per appesantirlo ed aumentarne l'attrito sul piatto.
Per le produzioni di flexi-disk per bambini esistevano degli appositi piccoli prismi a specchio, da posizionare sul perno centrale del piatto, che li appesantivano favorendone la rotazione ed al tempo stesso riflettevano delle immagini sequenziali stampate sulla superficie del disco stesso, creando una illusione di movimento e trasformandolo in un disco animato sul principio del fenachistoscopio.
In Italia sono celebri i flexi disc allegati alle riviste Il Musichiere e la Nuova Enigmistica Tascabile, quelli distribuiti da catene commerciali come UPIM, quelli promozionali dati in omaggio in abbinamento a prodotti di consumo, come ad esempio il dentifricio Chlorodont, la cera Grey, il formaggio Invernizzi, o i flexi della Michelin contenenti i jingle dei caroselli coevi. Diffusissimi furono anche i flexi-disc animati "Moviton System" della Disney, prodotti per gli iscritti al "Club Amici di Topolino".
Progressivamente andati in disuso a partire dagli anni '70, i flexi-disk sono stati "riscoperti" di recente ed utilizzati in piccole tirature per edizioni speciali, prevalentemente a scopo promozionale o pubblicitario.